# The Roaring Road
The Roaring Road è un film muto del 1919 diretto da James Cruze e interpretato da Wallace Reid e Ann Little.
Prodotto dalla Famous Players-Lasky Corporation, il film venne distribuito dalla Paramount Pictures il 27 aprile 1919. La sceneggiatura di Marion Fairfax si basa su tre racconti di Byron Morgan pubblicati su The Saturday Evening Post: Junkpile Sweepstakes (28 settembre), Undertaker's Handicap (5 ottobre) e Roaring Road (12 ottobre 1918).

## Trama

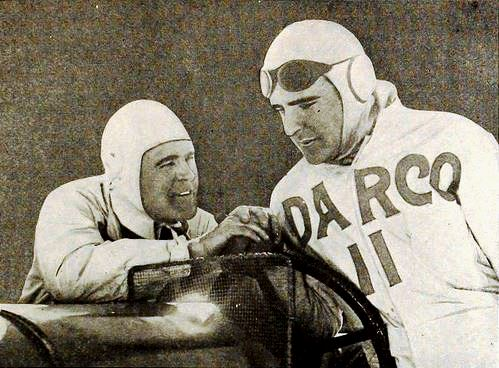
Guy Oliver e Wallace Reid

Il miglior venditore della casa automobilistica di J.J. Ward, una ditta che produce la famosa automobile Darco, è "Toodles" Waldron. Il giovane, innamorato della figlia di Ward, Dorothy, sogna non solo di sposare la figlia del suo boss, ma anche di partecipare come pilota alla Santa Monica Road Race. I suoi sogni, però, cozzano contro la dura realtà: Ward non ha nessuna intenzione di farlo correre né, tantomeno, di concedergli la mano di Dorothy. Toodles, allora, con l'aiuto della ragazza, riesce a recuperare abbastanza parti per costruire un'auto con la quale partecipa alla gara, vincendola. Messo alle strette, Ward, che lo ha nominato nuovo direttore generale, accetta di averlo come genero ma a condizione che per il matrimonio, i due aspettino ancora cinque anni. L'industriale, che vorrebbe battere il record di velocità tra Los Angeles e San Francisco, chiede a Toodles di provarci, ma il giovane rifiuta. Però quando Toodles viene a sapere che Ward è partito in treno con Dorothy alla volta di San Francisco, volendo tenerla lontana da lì per un anno, prende una Darco messa a punto dai meccanici e si mette a inseguire il treno a una tale velocità che riesce a battere ogni record. Finalmente soddisfatto, Ward acconsente al matrimonio.

## Produzione
Il film fu prodotto dalla Paramount Pictures (con il nome Famous Players-Lasky Corporation).

## Distribuzione
Il copyright del film, richiesto dalla Famous Players-Lasky Corp., fu registrato il 29 marzo 1919 con il numero LP13560.
Distribuito dalla Paramount Pictures (come Famous Players-Lasky Corporation), il film - presentato da Jesse L. Lasky - uscì nelle sale cinematografiche statunitensi il 27 aprile 1919. Ne venne fatto un sequel nel 1920 diretto da Sam Wood, Excuse My Dust!.
Copie complete della pellicola si trovano conservate negli archivi dell'UCLA Film and Television Archive film archive di Los Angeles, della Library of Congress di Washington, del Gosfilmofond di Mosca.